# 2024-es Formula–1 monacói nagydíj
A monacói nagydíj volt a 2024-es Formula–1 világbajnokság nyolcadik futama, amelyet 2024. május 24. és május 26. között rendeztek meg a monacói városi pályán, Monte-Carlóban.

## Választható keverékek
| Abroncs              | Friss | Használt |
| -------------------- | ----- | -------- |
| Kemény keverék (C3)  |       |          |
| Közepes keverék (C4) |       |          |
| Lágy keverék (C5)    |       |          |
| Átmeneti esőgumi (I) |       |          |
| Teljes esőgumi (W)   |       |          |

## Szabadedzések

### Első szabadedzés
A monacói nagydíj első szabadedzését május 24-én, pénteken délután tartották, magyar idő szerint 13:30-tól.
| helyezés | versenyző        | csapat/motor                 | elért idő | különbség | futott kör |
| -------- | ---------------- | ---------------------------- | --------- | --------- | ---------- |
| 1        | Lewis Hamilton   | Mercedes                     | 1:12,169  |           | 35         |
| 2        | Oscar Piastri    | McLaren-Mercedes             | 1:12,198  | +0,029    | 31         |
| 3        | George Russell   | Mercedes                     | 1:12,295  | +0,126    | 35         |
| 4        | Lando Norris     | McLaren-Mercedes             | 1:12,396  | +0,227    | 33         |
| 5        | Charles Leclerc  | Ferrari                      | 1:12,397  | +0,228    | 33         |
| 6        | Fernando Alonso  | Aston Martin Aramco-Mercedes | 1:12,775  | +0,606    | 26         |
| 7        | Lance Stroll     | Aston Martin Aramco-Mercedes | 1:12,789  | +0,620    | 26         |
| 8        | Cunoda Júki      | RB-Honda RBPT                | 1:12,875  | +0,706    | 34         |
| 9        | Daniel Ricciardo | RB-Honda RBPT                | 1:12,901  | +0,732    | 36         |
| 10       | Carlos Sainz Jr. | Ferrari                      | 1:12,954  | +0,785    | 35         |
| 11       | Max Verstappen   | Red Bull Racing-Honda RBPT   | 1:12,984  | +0,815    | 29         |
| 12       | Sergio Pérez     | Red Bull Racing-Honda RBPT   | 1:13,229  | +1,060    | 29         |
| 13       | Valtteri Bottas  | Kick Sauber-Ferrari          | 1:13,248  | +1,079    | 28         |
| 14       | Kevin Magnussen  | Haas-Ferrari                 | 1:13,390  | +1,221    | 33         |
| 15       | Alexander Albon  | Williams-Mercedes            | 1:13,425  | +1,256    | 34         |
| 16       | Nico Hülkenberg  | Haas-Ferrari                 | 1:13,576  | +1,407    | 34         |
| 17       | Logan Sargeant   | Williams-Mercedes            | 1:14,150  | +1,981    | 36         |
| 18       | Esteban Ocon     | Alpine-Renault               | 1:14,159  | +1,990    | 33         |
| 19       | Csou Kuan-jü     | Kick Sauber-Ferrari          | 1:14,570  | +2,401    | 30         |
| 20       | Pierre Gasly     | Alpine-Renault               | 1:15,574  | +3,405    | 10         |

### Második szabadedzés
A monacói nagydíj második szabadedzését május 24-én, pénteken délután tartották, magyar idő szerint 17:00-tól.
| helyezés | versenyző        | csapat/motor                 | elért idő | különbség | futott kör |
| -------- | ---------------- | ---------------------------- | --------- | --------- | ---------- |
| 1        | Charles Leclerc  | Ferrari                      | 1:11,278  |           | 37         |
| 2        | Lewis Hamilton   | Mercedes                     | 1:11,466  | +0,188    | 32         |
| 3        | Fernando Alonso  | Aston Martin Aramco-Mercedes | 1:11,753  | +0,475    | 37         |
| 4        | Max Verstappen   | Red Bull Racing-Honda RBPT   | 1:11,813  | +0,535    | 37         |
| 5        | Lando Norris     | McLaren-Mercedes             | 1:11,953  | +0,675    | 35         |
| 6        | Carlos Sainz Jr. | Ferrari                      | 1:11,962  | +0,684    | 36         |
| 7        | Lance Stroll     | Aston Martin Aramco-Mercedes | 1:12,062  | +0,784    | 22         |
| 8        | Sergio Pérez     | Red Bull Racing-Honda RBPT   | 1:12,099  | +0,821    | 31         |
| 9        | Alexander Albon  | Williams-Mercedes            | 1:12,257  | +0,979    | 38         |
| 10       | George Russell   | Mercedes                     | 1:12,260  | +0,982    | 30         |
| 11       | Cunoda Júki      | RB-Honda RBPT                | 1:12,349  | +1,071    | 36         |
| 12       | Oscar Piastri    | McLaren-Mercedes             | 1:12,366  | +1,088    | 35         |
| 13       | Kevin Magnussen  | Haas-Ferrari                 | 1:12,473  | +1,195    | 31         |
| 14       | Esteban Ocon     | Alpine-Renault               | 1:12,554  | +1,276    | 34         |
| 15       | Nico Hülkenberg  | Haas-Ferrari                 | 1:12,569  | +1,291    | 34         |
| 16       | Daniel Ricciardo | RB-Honda RBPT                | 1:12,577  | +1,299    | 37         |
| 17       | Pierre Gasly     | Alpine-Renault               | 1:12,750  | +1,472    | 35         |
| 18       | Logan Sargeant   | Williams-Mercedes            | 1:12,790  | +1,512    | 36         |
| 19       | Valtteri Bottas  | Kick Sauber-Ferrari          | 1:13,057  | +1,779    | 31         |
| 20       | Csou Kuan-jü     | Kick Sauber-Ferrari          | 1:13,773  | +2,495    | 32         |

### Harmadik szabadedzés
A monacói nagydíj harmadik szabadedzését május 25-én, szombaton délután tartották, magyar idő szerint 12:30-tól.
| helyezés | versenyző        | csapat/motor                 | elért idő  | különbség | futott kör |
| -------- | ---------------- | ---------------------------- | ---------- | --------- | ---------- |
| 1        | Charles Leclerc  | Ferrari                      | 1:11,369   |           | 26         |
| 2        | Max Verstappen   | Red Bull Racing-Honda RBPT   | 1:11,566   | +0,197    | 27         |
| 3        | Lewis Hamilton   | Mercedes                     | 1:11,710   | +0,341    | 25         |
| 4        | Oscar Piastri    | McLaren-Mercedes             | 1:11,901   | +0,532    | 25         |
| 5        | Sergio Pérez     | Red Bull Racing-Honda RBPT   | 1:11,923   | +0,554    | 24         |
| 6        | George Russell   | Mercedes                     | 1:11,968   | +0,599    | 33         |
| 7        | Carlos Sainz Jr. | Ferrari                      | 1:11,979   | +0,610    | 26         |
| 8        | Lando Norris     | McLaren-Mercedes             | 1:11,988   | +0,619    | 24         |
| 9        | Cunoda Júki      | RB-Honda RBPT                | 1:11,991   | +0,622    | 27         |
| 10       | Fernando Alonso  | Aston Martin Aramco-Mercedes | 1:12,087   | +0,718    | 25         |
| 11       | Pierre Gasly     | Alpine-Renault               | 1:12,144   | +0,775    | 26         |
| 12       | Alexander Albon  | Williams-Mercedes            | 1:12,180   | +0,811    | 24         |
| 13       | Nico Hülkenberg  | Haas-Ferrari                 | 1:12,192   | +0,823    | 24         |
| 14       | Kevin Magnussen  | Haas-Ferrari                 | 1:12,216   | +0,847    | 31         |
| 15       | Lance Stroll     | Aston Martin Aramco-Mercedes | 1:12,331   | +0,962    | 25         |
| 16       | Esteban Ocon     | Alpine-Renault               | 1:12,472   | +1,103    | 25         |
| 17       | Logan Sargeant   | Williams-Mercedes            | 1:12,703   | +1,334    | 21         |
| 18       | Daniel Ricciardo | RB-Honda RBPT                | 1:12,829   | +1,460    | 28         |
| 19       | Csou Kuan-jü     | Kick Sauber-Ferrari          | 1:13,830   | +2,461    | 28         |
| 20       | Valtteri Bottas  | Kick Sauber-Ferrari          | idő nélkül |           | 2          |

## Időmérő edzés
A monacói nagydíj időmérő edzését május 25-én, szombaton délután tartották, magyar idő szerint 16:00-tól.
| helyezés | rajtszám | versenyző        | csapat/motor                 | 1. rész  | 2. rész  | 3. rész  | rajthely | futott kör |
| -------- | -------- | ---------------- | ---------------------------- | -------- | -------- | -------- | -------- | ---------- |
| 1        | 16       | Charles Leclerc  | Ferrari                      | 1:11,584 | 1:10,825 | 1:10,270 | 1        | 26         |
| 2        | 81       | Oscar Piastri    | McLaren-Mercedes             | 1:11,500 | 1:10,756 | 1:10,424 | 2        | 24         |
| 3        | 55       | Carlos Sainz Jr. | Ferrari                      | 1:11,543 | 1:11,075 | 1:10,518 | 3        | 28         |
| 4        | 4        | Lando Norris     | McLaren-Mercedes             | 1:11,760 | 1:10,732 | 1:10,542 | 4        | 27         |
| 5        | 63       | George Russell   | Mercedes                     | 1:11,492 | 1:10,929 | 1:10,543 | 5        | 28         |
| 6        | 1        | Max Verstappen   | Red Bull Racing-Honda RBPT   | 1:11,711 | 1:10,745 | 1:10,567 | 6        | 28         |
| 7        | 44       | Lewis Hamilton   | Mercedes                     | 1:11,528 | 1:11,056 | 1:10,621 | 7        | 28         |
| 8        | 22       | Cunoda Júki      | RB-Honda RBPT                | 1:11,852 | 1:11,106 | 1:10,858 | 8        | 25         |
| 9        | 23       | Alexander Albon  | Williams-Mercedes            | 1:11,623 | 1:11,216 | 1:10,948 | 9        | 29         |
| 10       | 10       | Pierre Gasly     | Alpine-Renault               | 1:11,714 | 1:10,896 | 1:11,311 | 10       | 30         |
| 11       | 31       | Esteban Ocon     | Alpine-Renault               | 1:11,887 | 1:11,285 |          | 11       | 20         |
| 12       | 3        | Daniel Ricciardo | RB-Honda RBPT                | 1:11,785 | 1:11,482 |          | 12       | 21         |
| 13       | 18       | Lance Stroll     | Aston Martin Aramco-Mercedes | 1:11,728 | 1:11,563 |          | 13       | 17         |
| 14       | 14       | Fernando Alonso  | Aston Martin Aramco-Mercedes | 1:12,019 |          |          | 14       | 11         |
| 15       | 6        | Logan Sargeant   | Williams-Mercedes            | 1:12,020 |          |          | 15       | 12         |
| 16       | 11       | Sergio Pérez     | Red Bull Racing-Honda RBPT   | 1:12,060 |          |          | 16       | 12         |
| 17       | 77       | Valtteri Bottas  | Kick Sauber-Ferrari          | 1:12,512 |          |          | 17       | 11         |
| 18       | 24       | Csou Kuan-jü     | Kick Sauber-Ferrari          | 1:13,028 |          |          | 18       | 11         |
| Kiz      | 27       | Nico Hülkenberg  | Haas-Ferrari                 | 1:11,876 | 1:11,440 |          | 19[a]    | 20         |
| Kiz      | 20       | Kevin Magnussen  | Haas-Ferrari                 | 1:11,832 | 1:11,725 |          | 20[a]    | 18         |

Megjegyzés:
- ↑ a:  Nico Hülkenberg és Kevin Magnussen autóinak hátsó szárnyai szabálytanok voltak, ezért kizárták őket az időmérő edzést követöen.[3]

## Futam
A monacói nagydíj futamát május 26-án, vasárnap délután tartották, magyar idő szerint 15:00-tól.
| helyezés | rajtszám | versenyző        | csapat/motor                 | futott kör | idő/kiesés oka   | rajthely | pont |
| -------- | -------- | ---------------- | ---------------------------- | ---------- | ---------------- | -------- | ---- |
| 1        | 16       | Charles Leclerc  | Ferrari                      | 78         | 2:23:15,554      | 1        | 25   |
| 2        | 81       | Oscar Piastri    | McLaren-Mercedes             | 78         | +7,152           | 2        | 18   |
| 3        | 55       | Carlos Sainz Jr. | Ferrari                      | 78         | +7,585           | 3        | 15   |
| 4        | 4        | Lando Norris     | McLaren-Mercedes             | 78         | +8,650           | 4        | 12   |
| 5        | 63       | George Russell   | Mercedes                     | 78         | +13,309          | 5        | 10   |
| 6        | 1        | Max Verstappen   | Red Bull Racing-Honda RBPT   | 78         | +13,853          | 6        | 8    |
| 7        | 44       | Lewis Hamilton   | Mercedes                     | 78         | +14,908          | 7        | 6+1  |
| 8        | 22       | Cunoda Júki      | RB-Honda RBPT                | 77         | +1 kör           | 8        | 4    |
| 9        | 23       | Alexander Albon  | Williams-Mercedes            | 77         | +1 kör           | 9        | 2    |
| 10       | 10       | Pierre Gasly     | Alpine-Renault               | 77         | +1 kör           | 10       | 1    |
| 11       | 14       | Fernando Alonso  | Aston Martin Aramco-Mercedes | 76         | +2 kör           | 14       |      |
| 12       | 3        | Daniel Ricciardo | RB-Honda RBPT                | 76         | +2 kör           | 12       |      |
| 13       | 77       | Valtteri Bottas  | Kick Sauber-Ferrari          | 76         | +2 kör           | 17       |      |
| 14       | 18       | Lance Stroll     | Aston Martin Aramco-Mercedes | 76         | +2 kör           | 13       |      |
| 15       | 6        | Logan Sargeant   | Williams-Mercedes            | 76         | +2 kör           | 15       |      |
| 16       | 24       | Csou Kuan-jü     | Kick Sauber-Ferrari          | 76         | +2 kör           | 18       |      |
| Ki       | 31       | Esteban Ocon     | Alpine-Renault               | 0          | baleseti sérülés | 11       |      |
| Ki       | 11       | Sergio Pérez     | Red Bull Racing-Honda RBPT   | 0          | baleset          | 16       |      |
| Ki       | 27       | Nico Hülkenberg  | Haas-Ferrari                 | 0          | baleset          | 19       |      |
| Ki       | 20       | Kevin Magnussen  | Haas-Ferrari                 | 0          | baleset          | 20       |      |

## A világbajnokság állása a verseny után
| H   | Versenyzők       | Pont | H   | Konstruktőrök                | Pont |
| --- | ---------------- | ---- | --- | ---------------------------- | ---- |
| 1.  | Max Verstappen   | 169  | 1.  | Red Bull Racing-Honda RBPT   | 276  |
| 2.  | Charles Leclerc  | 138  | 2.  | Ferrari                      | 252  |
| 3.  | Lando Norris     | 113  | 3.  | McLaren-Mercedes             | 184  |
| 4.  | Carlos Sainz Jr. | 108  | 4.  | Mercedes                     | 96   |
| 5.  | Sergio Pérez     | 107  | 5.  | Aston Martin Aramco-Mercedes | 44   |
| 6.  | Oscar Piastri    | 71   | 6.  | RB-Honda RBPT                | 24   |
| 7.  | George Russell   | 54   | 7.  | Haas-Ferrari                 | 7    |
| 8.  | Lewis Hamilton   | 42   | 8.  | Williams-Mercedes            | 2    |
| 9.  | Fernando Alonso  | 33   | 9.  | Alpine-Renault               | 2    |
| 10. | Cunoda Júki      | 19   | 10. | Kick Sauber-Ferrari          | 0    |

(A teljes táblázat)

## Statisztikák
- Vezető helyen:
  - Charles Leclerc: 78 kör (1–78)
- Charles Leclerc 24. pole-pozíciója és 6. futamgyőzelme.
- Lewis Hamilton 66. versenyben futott leggyorsabb köre.
- A Ferrari 245. futamgyőzelme.
- Charles Leclerc 35., Oscar Piastri 3., és Carlos Sainz Jr. 22. dobogós helyezése.